# Jean-Baptiste Boyer (sculpteur)
Pour les articles homonymes, voir Boyer.
Jean-Baptiste Boyer né à Grandpré (Ardennes) en 1783 et mort à Vaugirard (Seine) en 1839, est un sculpteur français.

## Biographie
Élève de Jean Guillaume Moitte, Jean-Baptiste Boyer expose au Salon de 1827 une statue en marbre représentant Zéphire contrariant les amours d'un papillon et d'une rose. Le modèle en plâtre de cette statue avait figuré auparavant au Salon de 1824. D'après le livret du Salon, il habitait alors au 14, rue Saint-Denis.
L'artiste vivait encore en 1831 et habitait à cette époque à Paris au 22, Petite-rue-du-Bac. Il avait alors 48 ans.
L'artiste repose au cimetière de Vaugirard (division 9) dans le 15ème arrondissement de Paris où il a été inhumé en 1839.

## Salon des artistes français
Salon de 1808* Buste de M. Monvel, homme de lettres (n° 644).
Salon de 1810* Mlle Hullin, danseuse de l'Opéra (n° 919).
Salon de 1814* Atalante pleurant la mort de son époux (n° 1016).
* Portrait d'homme, buste (n° 1017).
Salon de 1817* Portrait de l'auteur (n° 799)
Salon de 1819* La France pleurant sur les mânes de Louis XVI, terre cuite (n° 1688).
Salon de 1824* Un zéphir contrariant les amours d'un papillon et d'une rose, statue en plâtre (n° 1775).
Salon de 1827* Zéphire, statue en marbre (n° 1062) d'après le modèle en plâtre du Salon de 1824.